# Yevdokía Nemírova
Yevdokía S. Nemírova (translitera del cirílico ruso Евдокия С. Немирова; 18 de noviembre de 1946) es una botánica, y exploradora rusa, que realizó expediciones botánicas a toda Rusia.

## Biografía
Es profesora del Dto. de Botánica y Farmacognosia SSU. Se educó en el Chechenia-Ingushetia Instituto Pedagógico, en geografía y biología. En 2000, obtuvo su doctorado en Ciencias Biológicas.
En 2002, fue galardonada con el título académico de profesor. Breve resumen de sus investigaciones:
- fase inicial (1970-1974) : estudio de la distribución geográfica, taxonomía, ecología y cuestiones de florogénesis de la Sección Neobellae Nemirova, género Jurinea Cass Cáucaso. En la segunda fase (1975-1990) - el estudio de la composición de las especies estepas Ciscaucasia. En la tercera fase (1991-2000) - una revisión crítica de todos los taxones del género Jurinea Cass Cáucaso, la clarificación de la composición de especies del género, identificando las relaciones, establecer series morfogenética que refleja la evolución más probable de la vegetativa y la esfera reproductiva, la búsqueda de patrones de distribución geográfica de las especies Jurinea, centros su diversidad y las posibles maneras de resolver.

## Eponimia
- (Asteraceae) Centaurea galushkoi (Alieva) Czerep.[3]
- (Asteraceae) Tanacetum galushkoi (Prima) K.Bremer & Humphries[4]